# Tahmid Air
Tahmid Air — чартерная авиакомпания, базировавшаяся в Алма-Ате, Казахстан. Tahmid Air выполнял два раза в месяц  чартерную перевозку из Атырау в Будапешт  самолётом Boeing 737-200. В 2008 году выполнялись чартерные рейсы в ОАЭ (Шарджа) и Таиланд. С 2010 по настоящее время коммерческая деятельность приостановлена.

## Флот
Флот авиакомпании Tahmid Air состоял из следующих судов (на май 2008 года):
- 2 Boeing 737-200

На обеих фотографиях на фюзеляжах самолётов виден флаг Казахстана.

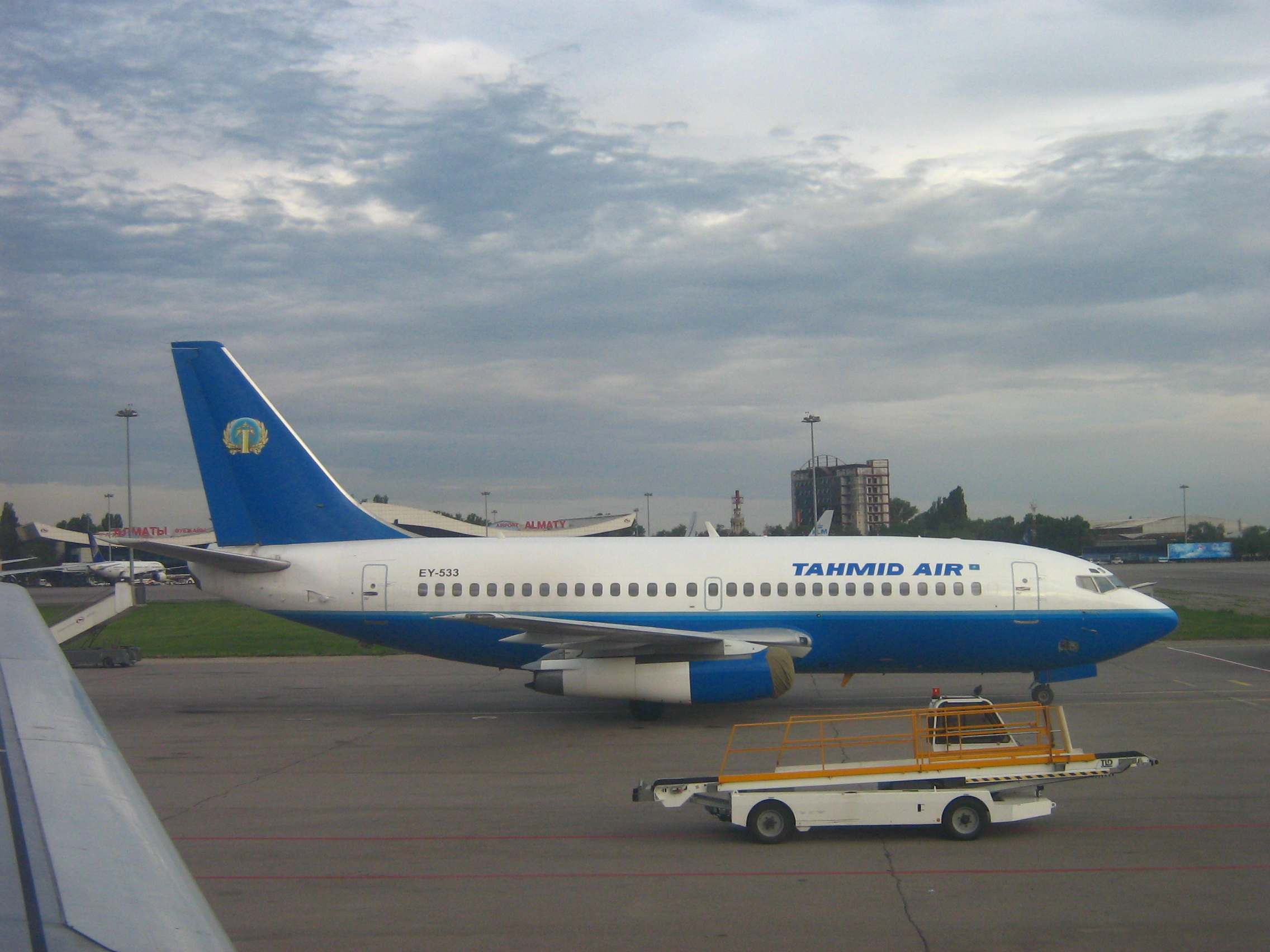
Boeing 737-200 в аэропорту Алма-Аты

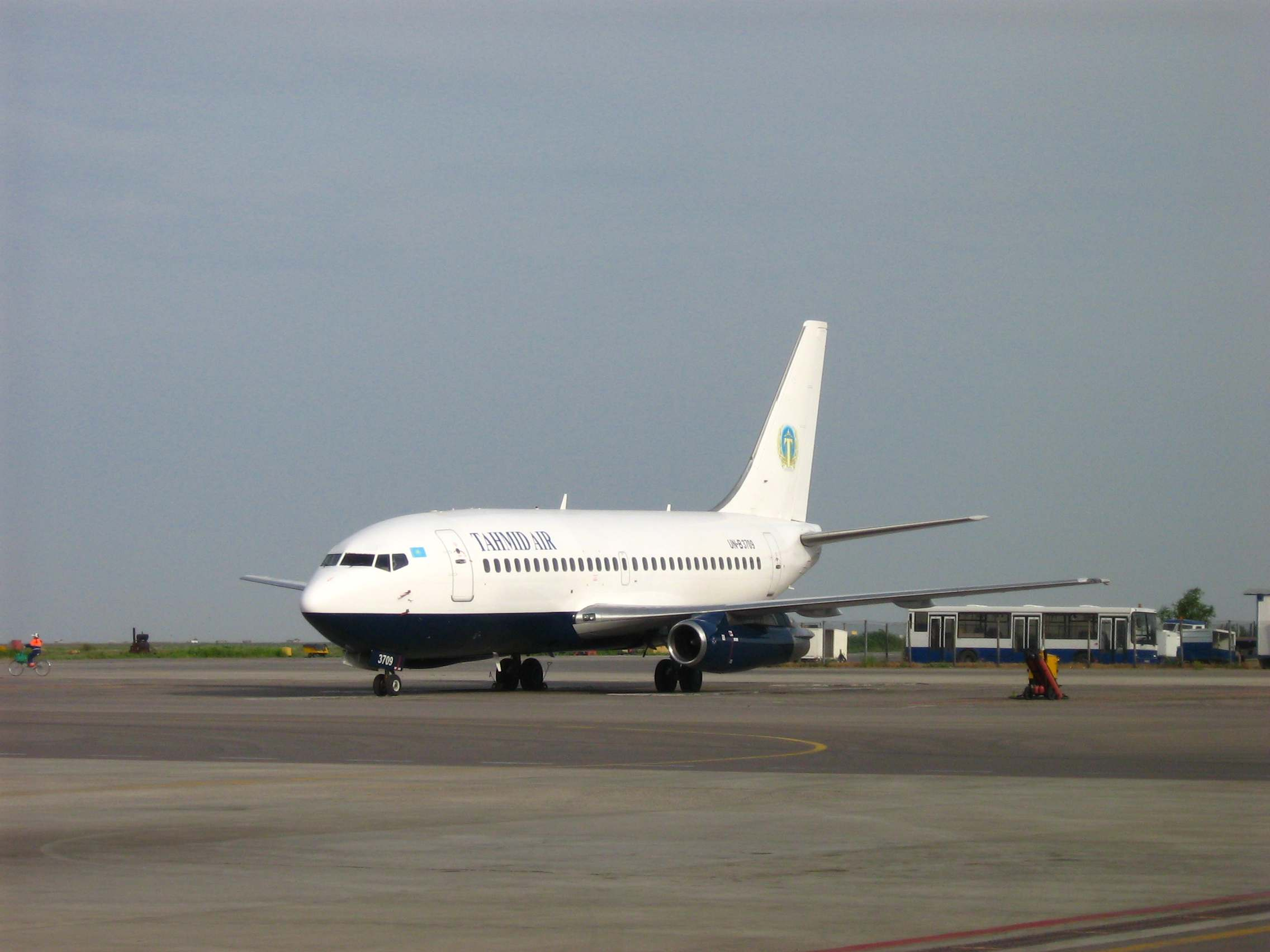
Boeing 737-200 в аэропорту Атырау

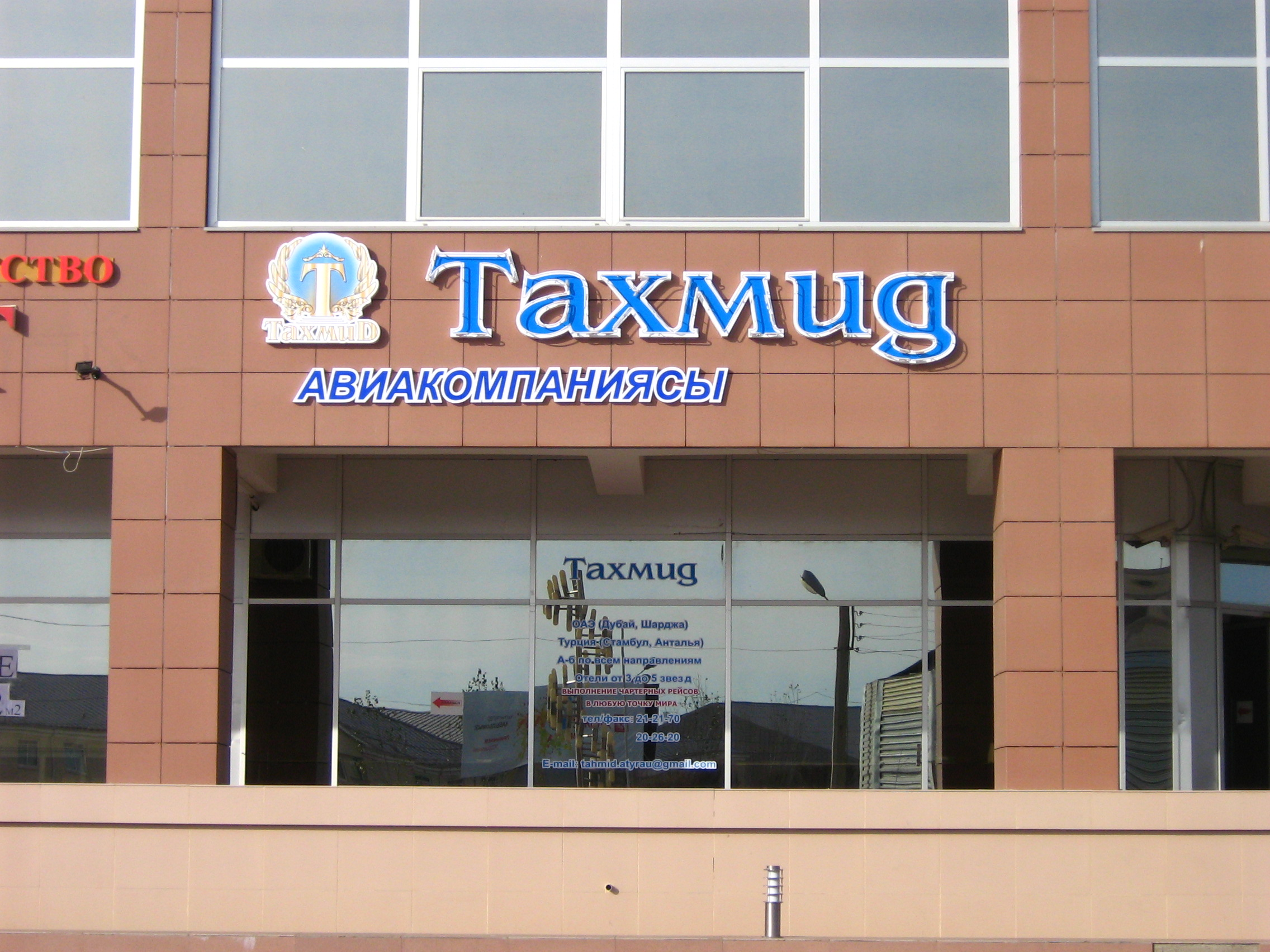
Офис продаж Tahmid Air в Атырау, Казахстан